# Ingazeiras (distrito de Aurora)
Ingazeiras é um distrito do município de Aurora, no Ceará. Dista 499 quilômetros de Fortaleza, e é cortado na parte leste pelo rio Salgado, um dos afluentes do rio Jaguaribe.

## Economia
Tem uma economia que baseia-se em produtos agrícolas, principalmente o milho e o feijão, e também em atividades da agropecuária, com a presença de rebanhos bovinos e suínos, bem como da criação de aves, piscicultura e apicultura. Tem ainda estabelecimentos comerciais diversos como mercantil, farmácia, lojas, padaria, entre outros, cuja base de sustentação não é dada pelas atividades econômicas principais e sim por outras fontes de renda como empregos públicos, linhas de transporte alternativo e consultores de vendas.

## Cultura

### Artesanato
Assim como a sede do município, o distrito de Ingazeiras tem um artesanato bastante diversificado, baseado sobretudo em pintura em tecidos, telas e telhas, em escultura em madeira e barro, além de trabalhos em couro e bordados.

### Religião
A religião predominante no distrito de Ingazeiras é o cristianismo da Igreja Católica Apostólica Romana. Com as festas religiosas de Nossa Senhora Aparecida, Nossa Senhora de Fátima, Nossa Senhora das Candeias, Nossa Senhora da Conceição (padroeira do distrito), São José e outros. A comunidade tem um dos maiores movimentos da Igreja Católica, a RCC - a Renovação Carismática Católica (também conhecida como Grupo Renascer de Ingazeiras). Há ainda em nossa comunidade um grupo pequeno de irmãos protestantes que já se manifestaram em Ingazeiras e construíram uma igreja para os eventos a ser realizados.

## Esporte
O esporte em Ingazeiras conta com duas forte modalidades esportivas - o futebol e o futsal. No futebol de campo, acontece amistoso, torneio, e campeonato envolvendo as equipes locais e cidades vizinhas. No futsal, os alunos jogam todos os dias, inclusive aos finais de semana. Quando acontece a semana cultural, tanto as equipes masculino como feminino, participam desta modalidade. Hoje o distrito de Ingazeiras, conta com uma equipe de futebol, o INGAZEIRAS FUTEBOL CLUBE, inclusive com a criação de LIGA DE DESPORTES DE INGAZEIRAS, criada no ano de 2018, pelo Sr CICERO LOPES DA SILVA, que no mesmo ano realizou a primeira copa DIDÍ e DEDÊ, sagrando-se campeão o INGAZEIRAS FUTEBOL CLUBE. Já no ano seguinte com a realização do certame, tendo como campeão a equipe do MOCÓ ESPORTE CLUBE.

## Educação
Unidades educacionais existentes em Ingazeiras:
- Creche Municipal Manoel Teles de Pontes
- Escolinha Sonho da Criança
- E.E.I.F Mauro Sampaio
- E.E.F Padre Cícero